# David A. Bramlett

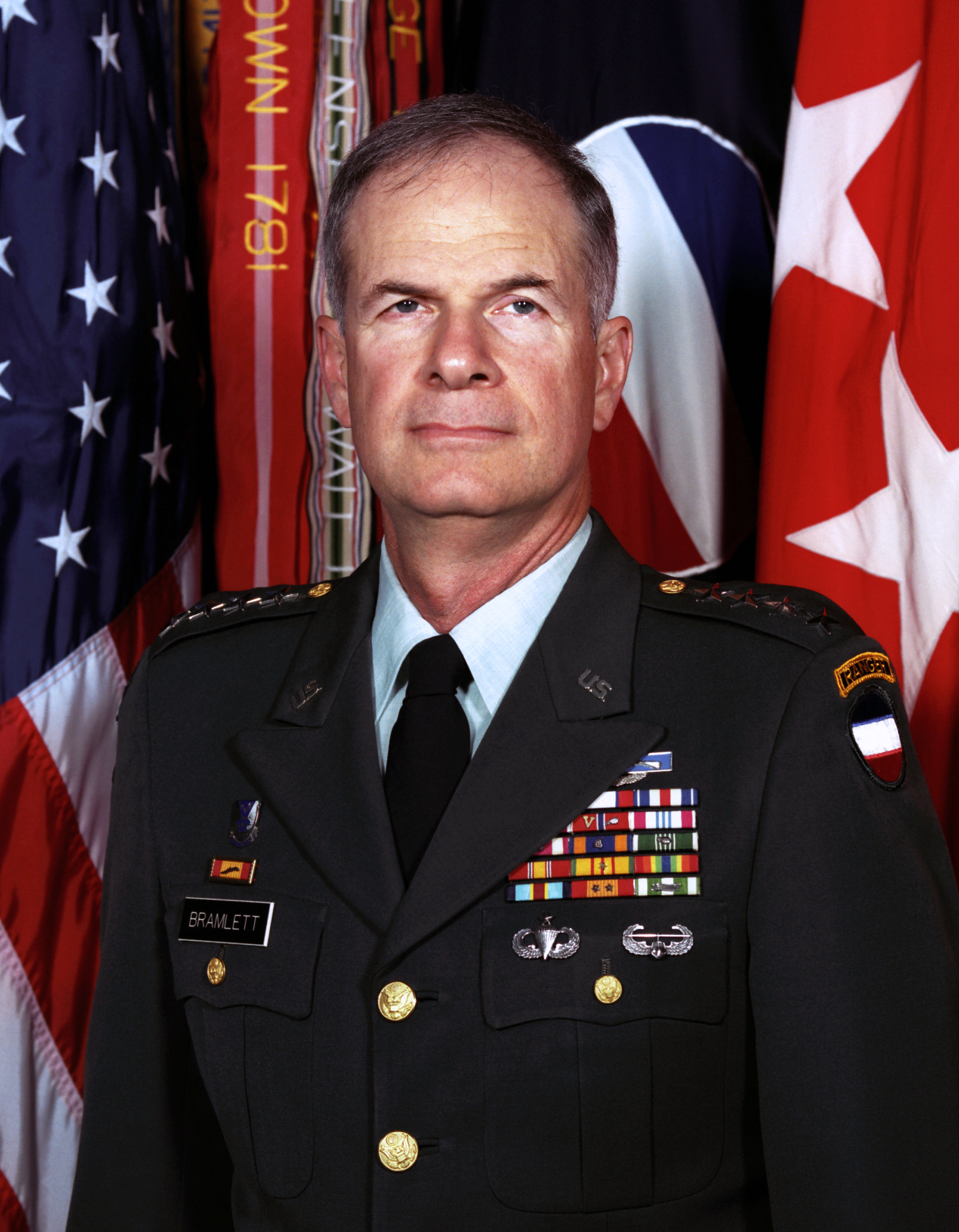
David A. Bramlett

David Anthony Bramlett (* 29. Juni 1941 in Galesburg, Knox County, Illinois) ist ein pensionierter General der United States Army. Er war unter anderem Kommandeur des United States Army Forces Commands.
In den Jahren 1960 bis 1964 durchlief Bramlett die United States Military Academy in West Point. Nach seiner Graduation wurde er als Leutnant der Infanterie zugeteilt. In der Armee durchlief er anschließend alle Offiziersränge vom Leutnant bis zum Vier-Sterne-General.
Im Lauf seiner militärischen Karriere absolvierte David Bramlett verschiedene Kurse und Schulungen. Dazu gehörten unter anderem der Armor Officer Advanced Course, das Command and General Staff College und das United States Army War College. Außerdem erhielt er einen akademischen Grad von der Duke University.
Im Lauf seiner Militärzeit kommandierte er Einheiten auf fast allen Ebenen. Er absolvierte den für Offiziere in den entsprechenden Rangstufen üblichen Dienst in unterschiedlichen Einheiten und Standorten. Dazu gehörten auch Aufgaben als Stabsoffizier in verschiedenen Hauptquartieren.
Zwischen Dezember 1965 und November 1966 und nochmals vom September 1968 bis zum August 1969 war er im Vietnamkrieg eingesetzt. Bei seinem ersten Einsatz war er zunächst Stabsoffizier bei der 25. Infanteriedivision und dann Offizier in einer Kompanie, die ebenfalls dieser Division unterstand. Bei seinem zweiten Kriegseinsatz in Vietnam diente er in Einheiten der 101. Luftlandedivision.
In den folgenden Jahren setze David Bramlett seine Offizierslaufbahn fort. Er war Bataillonskommandeur in der 101. Luftlandedivision, Kommandeur einer Brigade dieser Division und der 82. Luftlandedivision. In den Jahren 1986 und 1987 gehörte Bramlett der Stabsabteilung J5 des United States Central Commands auf der MacDill Air Force Base in Florida an. Anschließend war er bis 1989 Stabsoffizier bei der 25. Infanteriedivision auf Hawaii. Zwischen 1989 und 1992 war er Führungsoffizier der Kadetten an der Militärakademie in West Point. Daran schloss sich eine Versetzung nach Anchorage in Alaska an, wo er das Kommando über die 6. Infanteriedivision übernahm. Dieses Kommando bekleidete er zwischen 1992 und der Auflösung der Division im Jahr 1994.
Es folgte eine erneute Versetzung nach Hawaii, wo Bramlett in den Jahren 1994 bis 1996 stellvertretender Kommandeur und später Stabschef beim United States Pacific Command war. Sein letztes Kommando hatte er in Fort McPherson in Georgia, wo er zwischen dem 1. Juli 1996 und dem 31. Juli 1998 das United States Army Forces Command (FORSCOM) leitete. Anschließend schied er aus dem aktiven Militärdienst aus.
Nach seiner Pensionierung war Bramlett als Dozent unter anderem für Militärgeschichte an der Hawaiʻi Pacific University tätig. Außerdem war er Vizepräsident der Hawaii Army Museum Society.

## Orden und Auszeichnungen
David Bramlett erhielt im Lauf seiner militärischen Laufbahn unter anderem folgende Auszeichnungen:
- Defense Distinguished Service Medal
- Army Distinguished Service Medal
- Silver Star
- Legion of Merit
- Bronze Star Medal
- Defense Meritorious Service Medal